# Courtney John Lock
Courtney John Lock (* 18. Oktober 1996 in Harare) ist ein simbabwischer Tennisspieler.

## Persönliches
Courtney John Lock ist der jüngere Bruder von Benjamin Lock, der ebenfalls Tennisprofi ist. Ihr Vater Martin Lock spielte 1990 ein Match für die simbabwische Davis-Cup-Mannschaft.

## Karriere
Lock spielte bis August 2014 auf der ITF Junior Tour, hatte dort aber keinen größeren Erfolg und stieg bis Platz 199.
2014 begann er ein Studium an der University of Louisville, wo er auch College Tennis spielte. 2017 wechselte er für sein letztes Studienjahr an die University of Nevada, Las Vegas. Dort machte er 2018 seinen Bachelor im Fach Finance.
Locks Augenmerk lag früh auf dem Doppel, wo er fast ausschließlich mit seinem Bruder antrat sowie mit ihm alle seine Titel zusammen gewann. Im Einzel war das beste Resultat ein Viertelfinale auf der untersten Turnierebene, der ITF Future Tour im Jahr 2018; in der Tennisweltrangliste schaffte er nie den Einzug in die Top 1000. Im Doppel konnte er 2014 das erste Mal bei einem Future das Halbfinale erreichen, 2015 das erste Finale. Mit seinen ersten zwei Titeln schloss er das Jahr 2016 erstmals mit Platz 633 unter den besten 1000 Doppelspielern ab. 2018, nach Abschluss des Studiums, wurde er erfolgreicher und konnte das Jahr mit fünf weiteren Future-Titeln und Platz 385 beenden. 2019 kamen sechs weitere Titel hinzu, die ihn bis Rang 306 am Jahresende brachten. Er nahm an den Afrikaspielen 2019 teil und schied dort im Einzel im Achtel- und im Doppel im Viertelfinale aus. In den folgenden zwei Jahren spielte er pandemiebedingt seltener und verlor einige Plätze. 2022 meldete er sich mit drei Titel zurück. Das erste Mal erziele er auch bei Turnieren der ATP Challenger Tour Erfolge, vorher war er stets spätestens in der zweiten Runde ausgeschieden. Er gelangte in Segovia und Abato ins Endspiel, das er mit seinem Bruder aber jeweils verlor. Die Finals hievten ihn auf sein neues Karrierehoch von Platz 231.

### Davis Cup
Für Simbabwe spielte Lock erstmals 2015 im Davis Cup. Mit Ausnahme von 2019 war er in jedem Jahr Bestandteil des Teams und weist eine Bilanz von 7:12 auf. Dabei gewann er keines seiner fünf Matches im Einzel, ist im Doppel mit einer Bilanz von 7:7 ausgeglichen.

## Erfolge
| Legende (Anzahl der Siege) |
| Grand Slam                 |
| ATP Finals                 |
| ATP Tour Masters 1000      |
| ATP Tour 500               |
| ATP Tour 250               |
| ATP Challenger Tour (1)    |

### Doppel

#### Turniersiege
| Nr. | Datum         | Turnier | Belag | Partner       | Finalgegner                 | Ergebnis         |
| --- | ------------- | ------- | ----- | ------------- | --------------------------- | ---------------- |
| 1.  | 22. Juni 2024 | Blois   | Sand  | Benjamin Lock | Corentin Denolly Arthur Géa | 1:6, 6:3, [10:4] |